# DAF A10

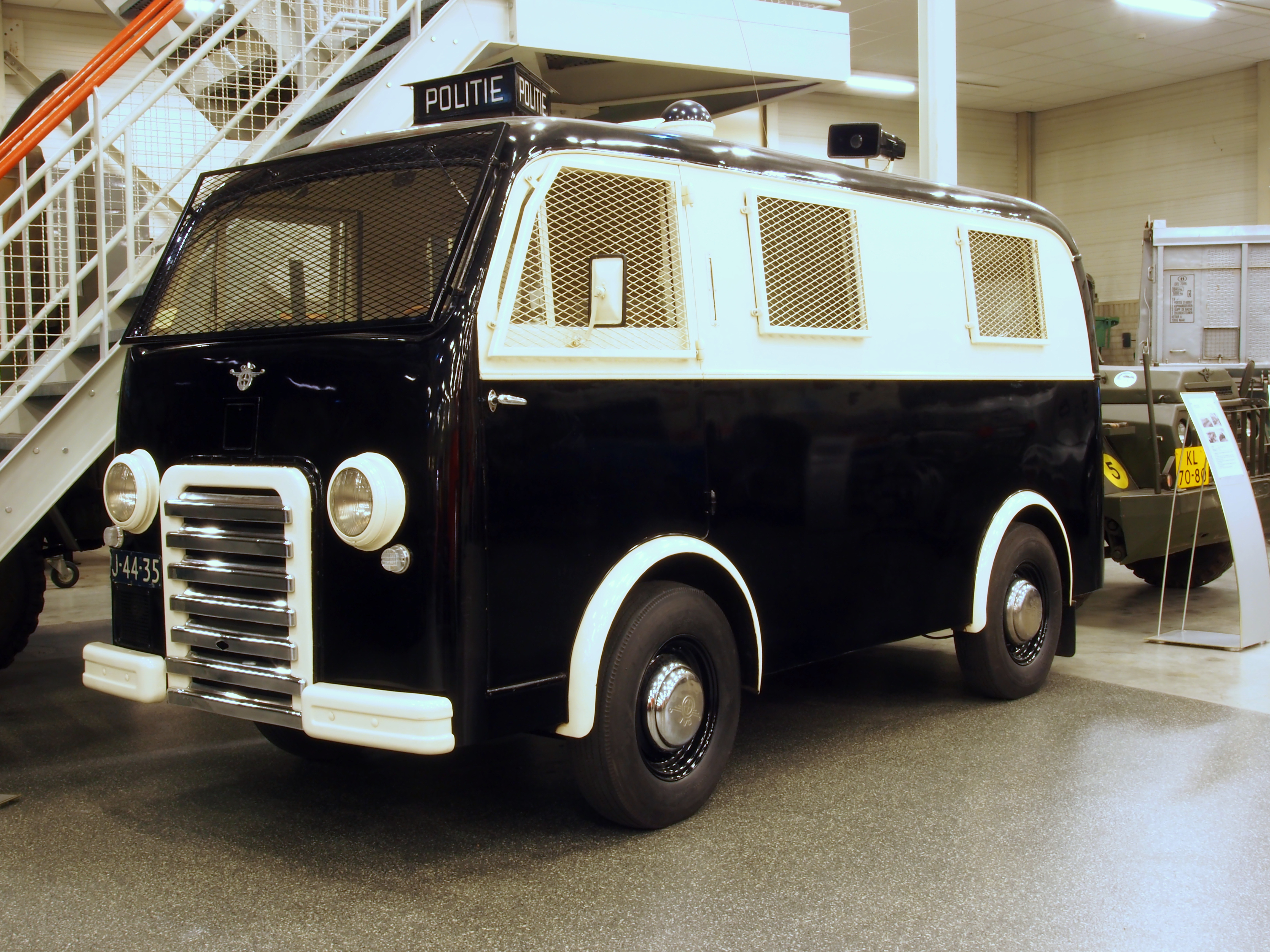
DAF A10 politie Eindhoven

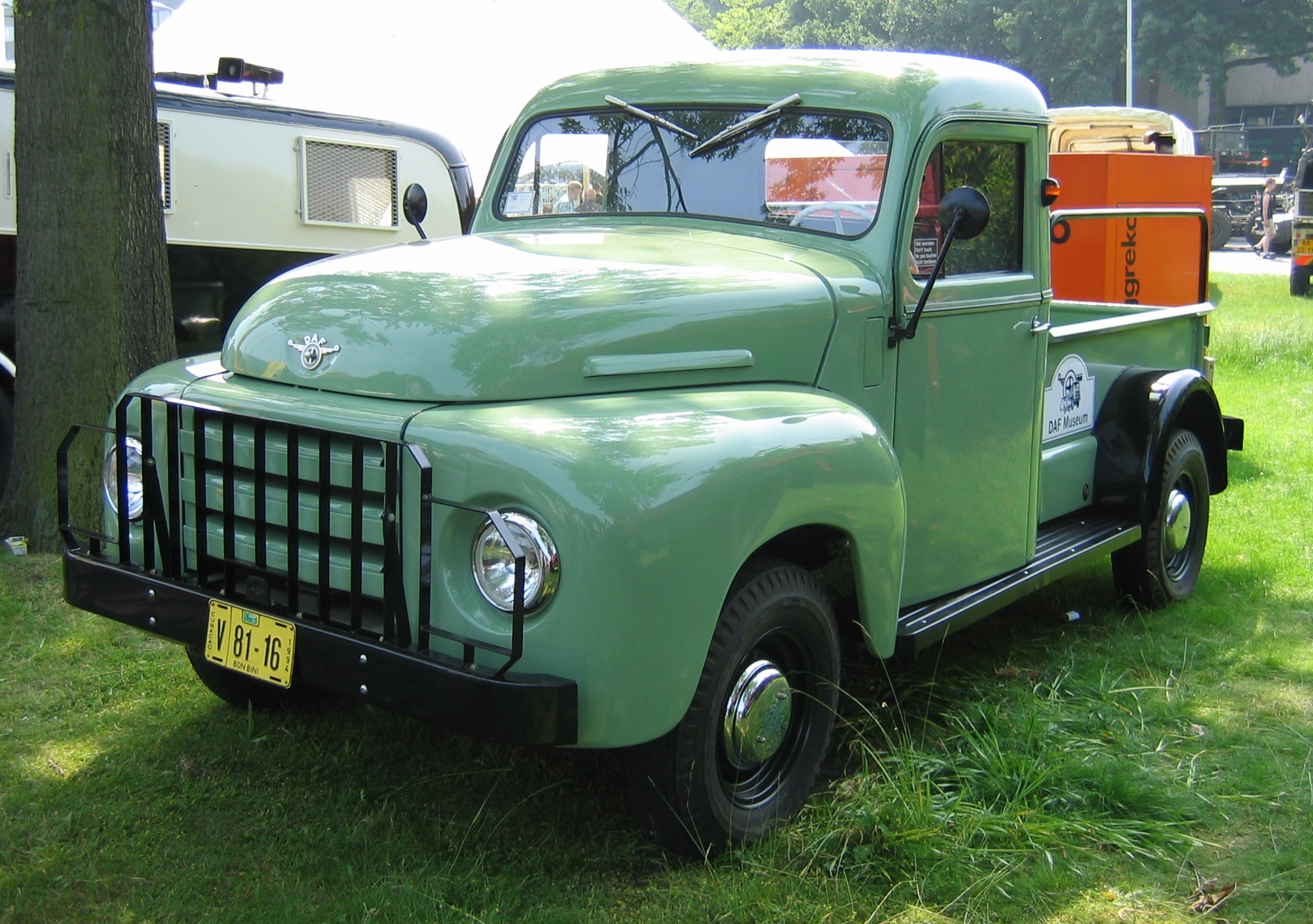
DAF A117

De DAF A10 was een Nederlandse bestelwagen die vanaf 1950 werd geproduceerd door de Nederlandse constructeur DAF.
Hij was leverbaar als chassis of als complete frontstuurbestelwagen met een laadruimte van zeven kubieke meter. De motor was een viercilinder Hercules zijklepmotor (type Hercules IXB-3 2,18 liter) met een vermogen van 46 pk bij 3200 toeren per minuut. De wagen had drie versnellingen. Het laadvermogen bedroeg één ton. 
In 1953 verscheen een pick-upversie waarvan er in totaal 370 werden geproduceerd.
In 1955 veranderde de type-aanduiding. In oktober van dat jaar verschenen de bestelwagen 300 met een laadvermogen van 1 ton en de bestelwagen 400 die 1,5 ton kon vervoeren. Voor het Ministerie Van Oorlog (Ministerie van Defensie) werd de D 400 B Ambulance geproduceerd.
Later volgde nog het type A107-A117. Deze auto had een Hercules zescilinder zijklepmotor (type Hercules 4,02 liter) met 91 pk en vier versnellingen.
Voor zover bekend zijn er drie A10's bewaard gebleven, een daarvan is te zien in het DAF Museum. Het betreft een politie-uitvoering van de gemeentepolitie Eindhoven.